# Inam
Der Inam (auch Stêr Laër genannt) ist ein Fluss in Frankreich, der im Département Morbihan in der Region Bretagne verläuft. Er entspringt beim Weiler Saint-Nicolas, im Gemeindegebiet von Gourin, entwässert in einem Bogen von Südwest über Süd nach Südost und mündet nach rund 34 Kilometern an der Gemeindegrenze von Lanvénégen und Le Faouët als rechter Nebenfluss in den Ellé.

## Orte am Fluss
- Gourin
- Le Faouët